# Blackwater Park
Blackwater Park peti je studijski album švedskog metal-sastava Opeth. Diskografske kuće Music for Nations i Koch Records objavile su ga 12. ožujka 2001. u Europi i dan poslije u Sjevernoj Americi. Na tom je uratku skupina prvi put surađivala sa Stevenom Wilsonom, pjevačem skupine Porcupine Tree; zatražila ga je da bude producent albuma, što je naposljetku utjecalo na promjenu njezina glazbenog stila. Pjesme "The Drapery Falls" i "Still Day Beneath the Sun" objavljene su kao singlovi.
Iako se nije pojavio na glazbenim ljestvicama u Sjevernoj Americi i Ujedinjenom Kraljevstvu, album je svejedno bio uspješniji na tržištu od ostalih dotad objavljenih uradaka skupine, a često se smatra i njezinim remek-djelom. Dobio je i pohvale brojnih kritičara; Eduardo Rivadavia s mrežnog mjesta AllMusic izjavio je da je "sigurno riječ o albumu na kojem je sastav sazrio, zbog čega je savršen uvod u njegov izvanredan opus." Godine 2020. Loudwire ga je proglasio najboljim albumom progresivnog metala svih vremena. Rolling Stone uvrstio ga je na 55. mjesto popisa "100 najboljih metal-albuma svih vremena".

## O albumu
Nakon što je sa skupinom održao nekoliko koncerata u Europi, gitarist i pjevač Mikael Åkerfeldt otišao je prijatelju u Stockholm da bi ondje izradio nekoliko demosnimki i osmislio ideje za novi album. Uradak je naslovljen po istoimenom njemačkom sastavu progresivnog rocka i prvi je album kojem je sastav nadjenuo ime prije početka snimanja. Nakon nekoliko mjeseci Åkerfeldt je večerao sa Stevenom Wilsonom, pjevačem Porcupine Treeja, i predložio mu da bude producent na idućem Opethovom albumu. Nakon što mu je Åkerfeldt poslao demosnimke, Wilson je pristao na tu ponudu.
Opeth je 10. kolovoza 2000. ušao u Studio Fredman i počeo snimati Blackwater Park. Prije nego što su došli u studio, članovi sastava održali su samo tri probe, a ni za jednu pjesmu još nisu napisali tekstove. Fredrik Nordström, ton-majstor sastava, osigurao mu je smještaj u maloj studijskoj sobi s četiri kreveta. Grupa je ondje ostala otprilike dva tjedna, a potom je unajmila stan Mikaela Stannea, pjevača Dark Tranquillityja. Poslije snimanja glavnih dionica za bubnjeve, bas-gitaru i akustičnu gitaru Wilson se pridružio grupi da bi snimio čiste vokale i neke solističke dionice za gitaru. Åkerfeldt je izjavio da je Wilson "iznimno utjecao na snimanje" i da je poslije rada s njim počela "novo doba" za Opeth.
Åkerfeldt je izjavio da je snimanje albuma "išlo glatko". Soilwork je snimao album u studiju u isto vrijeme kad i Opeth. Åkerfeldt je izjavio da je u usporedbi sa Soilworkom Opeth činila "hrpa amatera. Cijelo su vrijeme radili. Kad su se došli odmoriti u kuhinju, mi smo i dalje bili ondje, na istoj stanci na kojoj smo bili već tri sata. Nismo željeli da nam sve to postane 'posao' ili nešto što bismo činili jer moramo. Želimo se zabaviti, pa zato radimo samo kad je atmosfera prikladna."

## Objava
Blackwater Park objavljen je 12. ožujka 2001. u Europi i dan poslije u Sjevernoj Americi. Prvi je Opethov album objavljen u Sjevernoj Americi i ostatku svijeta. Objavljen je na CD-u i gramofonskoj ploči. Posebna je inačica albuma objavljena 2002. – uz pjesme sa standardne inačice albuma nalazi se i dodatni disk s pjesmama "Still Day Beneath the Sun" i "Patterns in the Ivy II". Te je dvije dodatne pjesme u veljači 2003. objavio Robotic Empire Records kao EP na sedmoinčnoj gramofonskoj ploči. Taj je EP objavljen u ograničenoj nakladi i rasprodan je u manje od 24 sata od objave, zbog čega je i danas jedno od najtraženijih Opethovih izdanja među kolekcionarima. Za promidžbu Blackwater Parka objavljena su dva singla; skraćena inačica pjesme "The Drapery Falls" objavljena je kao promidžbeni singl, a dodatna pjesma "Still Day Beneath the Sun" objavljena je kao singl na gramofonskoj ploči.
Blackwater Park nije se pojavio na glazbenim ljestvicama u Sjedinjenim Američkim Državama i Ujedinjenom Kraljevstvu. Do svibnja 2008. u Sjedinjenim Državama prodan je u više od 93 000 primjeraka.
Dana 29. ožujka 2010. skupina je objavila prošireno izdanje Blackwater Parka na kojem se nalazi koncertna inačica pjesme "The Leper Affinity" i DVD koji sadrži sve pjesme s albuma u inačici prostornog zvuka 5.0 te dokumentarni film o snimanju pjesama. The End Records objavio je tu inačicu u Sjevernoj Americi u travnju 2012.

## Popis pjesama
Tekstovi: Mikael Åkerfeldt, glazba: Åkerfeldt, osim na pjesmama "Dirge for November" i "Blackwater Park", koje je skladao s Peterom Lindgrenom.
| 1.    | »The Leper Affinity«                           | 10:23 |
| 2.    | »Bleak«                                        | 9:16  |
| 3.    | »Harvest«                                      | 6:01  |
| 4.    | »The Drapery Falls«                            | 10:54 |
| 5.    | »Dirge for November«                           | 7:54  |
| 6.    | »The Funeral Portrait«                         | 8:44  |
| 7.    | »Patterns in the Ivy« (instrumentalna skladba) | 1:53  |
| 8.    | »Blackwater Park«                              | 12:08 |
| 67:13 |                                                |       |

| Pjesme na dodatnom disku s ponovno objavljene inačice | Pjesme na dodatnom disku s ponovno objavljene inačice | Pjesme na dodatnom disku s ponovno objavljene inačice | Pjesme na dodatnom disku s ponovno objavljene inačice | Pjesme na dodatnom disku s ponovno objavljene inačice | Pjesme na dodatnom disku s ponovno objavljene inačice | Pjesme na dodatnom disku s ponovno objavljene inačice | Pjesme na dodatnom disku s ponovno objavljene inačice | Pjesme na dodatnom disku s ponovno objavljene inačice | Pjesme na dodatnom disku s ponovno objavljene inačice |
| Br.                                                   | Skladba                                               | Trajanje                                              |                                                       |                                                       |                                                       |                                                       |                                                       |                                                       |                                                       |
| ----------------------------------------------------- | ----------------------------------------------------- | ----------------------------------------------------- | ----------------------------------------------------- | ----------------------------------------------------- | ----------------------------------------------------- | ----------------------------------------------------- | ----------------------------------------------------- | ----------------------------------------------------- | ----------------------------------------------------- |
| 1.                                                    | »Still Day Beneath the Sun«                           | 4:34                                                  |                                                       |                                                       |                                                       |                                                       |                                                       |                                                       |                                                       |
| 2.                                                    | »Patterns in the Ivy II«                              | 4:13                                                  |                                                       |                                                       |                                                       |                                                       |                                                       |                                                       |                                                       |
| 8:47                                                  |                                                       |                                                       |                                                       |                                                       |                                                       |                                                       |                                                       |                                                       |                                                       |

## Recenzije
Blackwater Park dobio je pohvale kritičara nakon objave. Eduardo Rivadavia s mrežnog mjesta AllMusic izjavio je da je riječ o "djelu od čijeg se kreativnog raspona ostaje bez daha", a na temelju drugih pohvalnih recenzija istaknuo je da "još od objave Wildhoneyja, Tiamatova revolucionarnog remek-djela iz 1994., na sceni ekstremnog metala nije bilo takve izrazite potpore obožavatelja i pohvalnih recenzija kakve su snašle Blackwater Park." Komentirao je i da je "sigurno riječ o albumu na kojem je sastav sazrio, zbog čega je savršen uvod u njegov izvanredan opus." Pitchfork je pohvalio album i izjavio da "Blackwater Park svoju reputaciju uglavnom duguje činjenici da nijedna pjesma ne slijedi isti stilski obrazac, nego sve predstavljaju varijacije na općenite teme koje dostižu dramatičan završetak u naslovnoj skladbi." 
Neki su recenzenti sastav usporedili s hvaljenim skupinama iz prijašnjih razdoblja; The Village Voice napisao je da "Opeth slika po epskom platnu, a katkad zvuči kao... odgovor metala na King Crimson iz sedamdesetih". CMJ je također napisao vrlo pozitivnu recenziju; izjavio je da je uradak "božanstven ... metalni spoj Pink Floyda i the Beatlesa". Kanadski glazbeni časopis Exclaim! izjavio je da bi to "mogao biti najbolji metal-album ove godine; svaki se djelić energije koji je grupa utrošila na nj isplatio."
Decibel je izjavio: "Izvrsnost Blackwater Parka leži u produkciji. Njegovi su producenti Opeth i Wilson, a za tonsku je obradu zaslužan Fredrik Nordström; riječ je o jednom od prvih albuma death metala koji zvuči drugačije. Čist je kao suza, a odlučno je žestok; Blackwater Park pun je nijansi." Časopis Pitchfork izjavio je da su Wilsonova "produkcijska pomoć i poticaji podjednako izmamili akustične i električne aranžmane na površinu, ali su i dodatno istaknuli Åkerfeldtovo slatko, čisto pjevanje i riku na pjesmama kao što su "The Leper Affinity" i naslovna skladba." Britanski je časopis Record Collector Blackwater Park nazvao Opethovim najslavnijim trenutkom i dodao da se zasluge za to uglavnom "mogu pripisati naprednim idejama Stevena Wilsona."
Loudwire je proglasio Blackwater Park petnaestim najboljim metal-albumom svih vremena i izjavio je da odražava "utjecaje art-rocka iz sedamdesetih koje podržavaju zamršene i veoma maštovite epske pjesme koje traju od devet do deset minuta, a svaka je od njih veličanstvena."
Recenzija Alexa Silverija iz Sputnikmusica podijeljena je; pohvalio je nekoliko pjesama na albumu, ali je kritizirao pjesme "The Drapery Falls", "Dirge for November" i "The Funeral Portrait" te izjavio da su "toliko dosadne da ti se počne plakati." Međutim, Sputnikmusic je ipak uvrstio album na 39. mjesto popisa 100 najboljih albuma desetljeća.

## Priznanja
Godine 2020. Loudwire ga je proglasio najboljim albumom progresivnoga metala svih vremena. Pojavio se na prvom mjestu popisa 20 najboljih albuma iz 2001. internetskog časopisa Metal Storm i četvrtom mjestu njegova popisa 200 najboljih albuma svih vremena. LA Weekly proglasio ga je petim najboljim metal-albumom uopće. Rolling Stone uvrstio ga je na 55. mjesto popisa 100 najboljih metal-albuma svih vremena.
Godine 2009. mrežno mjesto MetalSucks objavilo je popis "21 najbolji metal-album 21. stoljeća dosad"; nastao je na temelju mišljenja različitih glazbenika, menadžera, publicista, predstavnika diskografskih kuća i pisaca, a Blackwater Park pojavio se na njegovu trećem mjestu. Časopis Decibel proglasio je Blackwater Park trećim najboljim metal-albumom desetljeća. Uvršten je i na peto mjesto popisa Najboljih albuma od 2000. do 2009. časopisa Terrorizer.
U lipnju 2015. Rolling Stone uvrstio je album na 28. mjesto popisa "Najbolji prog rock-albumi svih vremena". TeamRock postavio ga je na 36. mjesto popisa "100 prog-albuma svih vremena".
Godine 2012. Loudwire je naslovnu pjesmu proglasio drugom najboljom metal-pjesmom 21. stoljeća. Časopis Q 2004. je uvrstio pjesmu Bleak na popis "1010 pjesama koje morate posjedovati!".

## Zasluge
| Opeth - Mikael Åkerfeldt – vokali, gitara - Peter Lindgren – gitara - Martin Lopez – bubnjevi - Martín Méndez – bas-gitara Dodatni glazbenici - Steven Wilson – vokali, gitara, glasovir, produkcija, tonska obrada, miksanje - Markus Lindberg – udaraljke | Ostalo osoblje - Fredrik Nordström – tonska obrada, miksanje - Göran Finnberg – masteriranje - Harry Välimäki – fotografija - Travis Smith – naslovnica, omot albuma |